# Gruppo Sportivo
Gruppo Sportivo is een Haagse popband, die werd opgericht in 1976 en die vooral grote populariteit in Nederland genoot, eind jaren zeventig en begin jaren tachtig. De band had veel succes met de albums 10 Mistakes en Back to '78.
Nummers als Beep Beep Love, Hey Girl, Disco Really Made It (waarin disco feitelijk gehekeld werd: "it's empty and I hate it") en Tokyo werden nederpopklassiekers en zijn nog steeds veel te horen op de landelijke radiozenders. Na vijf jaar uitsluitend een studioband te zijn geweest, kwam de groep in 2018 weer bij elkaar voor een nieuw album en een reünietour getiteld Great. Gevolgd door de Spotify Tour 2022-2023 waarbij de band zijn meest gestreamde platen speelde.

## Geschiedenis
Eind jaren zeventig behaalde de band op de eerste golven van de new wave een nationale populariteit. Creatieve kracht is Hans Vandenburg (gitaar en zang). Naast hem bestond de oerbezetting uit Max Mollinger (drums), Peter Calicher (toetsen), Eric Wehrmeyer (bas) en de Gruppettes Josée van Iersel en Meike Touw (zang). De vaste formule van de band bestond uit popliedjes, met veel aandacht voor relativering van personen en situaties, humor (knipogen naar), muziekcitaten en slapstick in de performance; vaak gingen de liedjes over een 'antiheld'.

## Van Ten Mistakes en Back to 78 tot Sombrero Times
De eerste twee albums, 10 Mistakes (1977) en Back to 78 (1978), waren grote successen. Met liedjes als Rock 'n Roll, Hey Girl en Disco Really Made It stond de band in de hitlijsten, terwijl onder andere Tokyo (I'm On My Way), Beep Beep Love, I Said No en Mission à Paris klassiekers werden. De band was een hype in Nederland en had ook succes in onder andere Groot-Brittannië, West-Duitsland en Spanje. De albums werden geproduceerd door Robert Jan Stips, bekend van Supersister, Sweet d'Buster en later de Nits. Voor de BBC in Engeland nam de band een sessie op voor het legendarische programma The Old Grey Whistle Test.

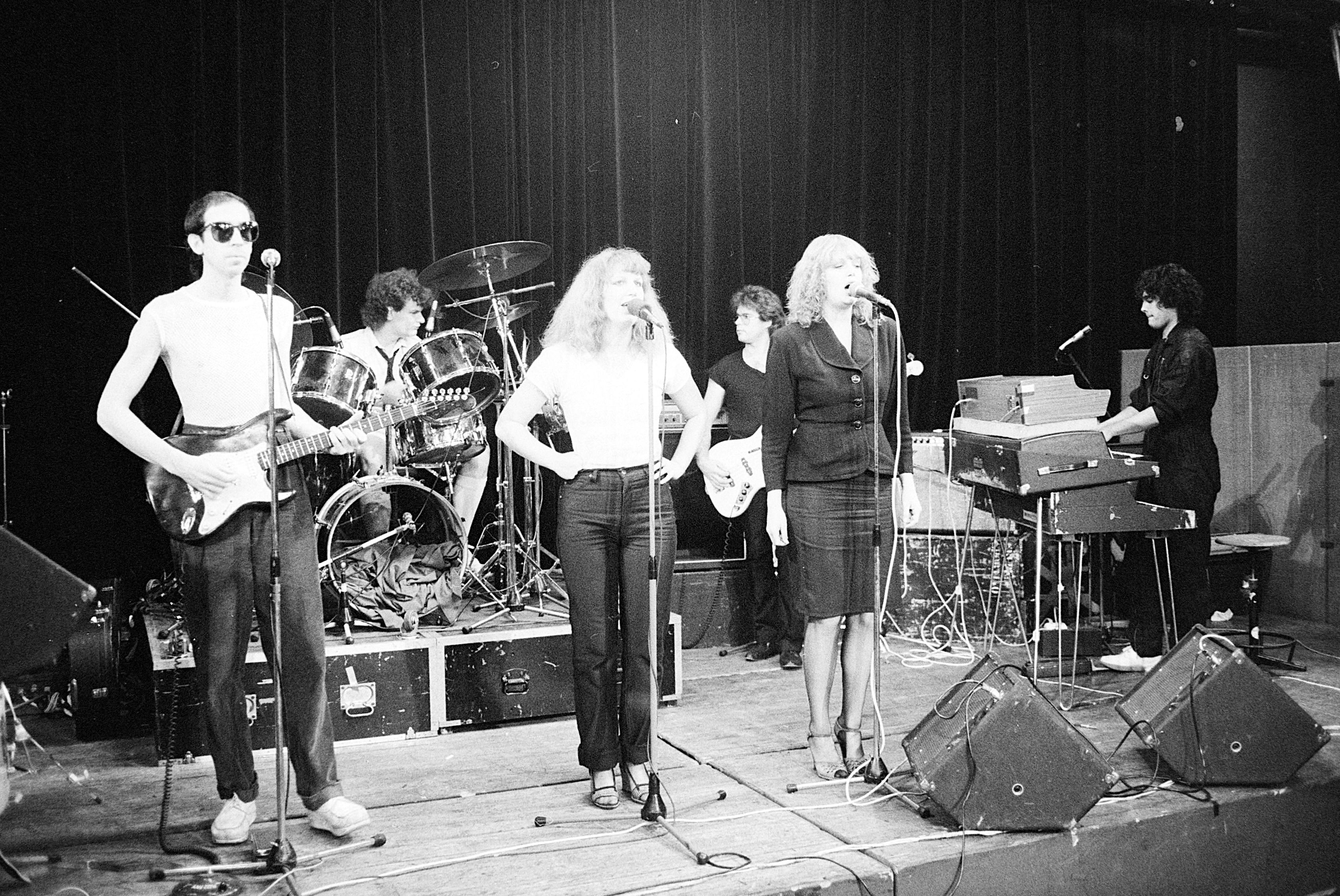
Gruppo Sportivo, Melkweg, A'dam 1978

Op het hoogtepunt van de roem nam de band (voor korte tijd) afscheid met de single Sleeping Bag. Na het soloproject Buddy Odor Is a Gas (1979) van Hans Vandenburg onder de naam The Buddy Odor Stop – met jazzy nummers zoals Cats Hiss en Gruppo-achtige liedjes zoals de titelstrack en het duet If I Were You met Barry Hay van de Golden Earring – bracht de band nog vier albums uit: Copy Copy (1980, met Bette Bright van Deaf School op zang), Pop! Goes the Brain (1981), Designe Moderne (1982) en Sombrero Times (1984). De band werd nu met name succesvol in Duitsland, Italië en Spanje. Zo speelde Gruppo Sportivo in 1981 tijdens het beroemde Rockpalast Festival in Duitsland. Na Sombrero Times nam de band een break. Drummer Max Mollinger ging bij de band I've Got The Bullets van zangeres Frédérique Spigt spelen.

## Van Back To 19 Mistakes tot Sing Sing
Met Herman Brood schreef Hans Vandenburg de song Groovin', die op Herman Brood's album Yada Yada (1987) en op single verscheen. Pas in 2015 zou Vandenburg zijn eigen versie uitbrengen, op zijn solo-album Dig It Yourself.
In 1988 werd het verzamelalbum Back to 19 Mistakes uitgebracht, met daarop de nieuwe single en Wall of Voodoo-cover Mexican Radio). Het album werd gevolgd door Sucker of the Century (1989, wederom geproduceerd door Robert Jan Stips) en Young & Out (1992, met de radiohit She Was Pretty).
In 1993 verscheen het live-album Sing Sing met nieuwe akoestische live-versies van klassiekers (o.a. Disco Really Made It, Mission à Paris en Beep Beep Love), album-tracks (o.a. I Said No, Repeatlemania, Shave en Hollywood) en nieuwe liedjes (I Would Dance, Eye I Aye). De band stond twee keer in een uitverkochte Kleine Komedie en er werd zowel door binnen- als buitenland getoerd met de Bombita's (Lies Schilp en Inge Bonthond) op zang, die tevens bekendheid hadden als achtergrondzangeressen van Herman Brood & His Wild Romance.

## Commercial Break, Married With Singles en Topless 16
Na Sing Sing ging de band opnieuw op non-actief. Vandenburg bleef actief met andere projecten. In 1995 verscheen het soloalbum Commercial Break dat hij opnam met Mighty Mike, de drummer op Gruppo's Sing Sing. De single This Day Is Fine werd regelmatig gedraaid door Frits Spits, en werd door regisseur Theo van Gogh voorzien van een videoclip. Na het verjaardagsalbum Shake Hands With Vandenburg (1996) – met onder meer oude opnamen van Gruppo Sportivo, liedjes als IJsbeer, en een live-versie van de jazzy Commercial Break-song Wings & Everything (met orkest) – verschenen de Nederlandstalige albums Uit Het Leven Gegrepen en Sliptong van zijn nieuwe band Dierenpark. Ook trad hij op met het Zappa-project The Rubbers of Prevention.
In 2000 kwam Gruppo Sportivo weer in bijelkaar, in de vrijwel oorspronkelijke bezetting; alleen was basgitarist Eric Wehrmeyer vervangen door Gert Jan Konink. De band bracht het verzamelalbum Married With Singles uit, inclusief de nieuwe singles I Don't Think So en Click Here, en deed een optreden op Sail 2000, dat ook op televisie werd uitgezonden.
In 2004 kwam voor het eerst in twaalf jaar weer een heel nieuw album uit – Topless 16 – met onder de singles Superman Is Back en Ray of Light, en 14 andere liedjes. De band toerde uitvoerig. In 2006 overleed ex-basgitarist Dicky Schulte Nordholt. In datzelfde jaar verscheen het verzamelalbum Rock Now, Roll Later – het vervolg op Married With Singles – met liedjes uit de periode 1989-2004. Er stonden twee nieuwe liedjes op (Green Utopia Bay en DoReMiFaSoLaTiDo) en een remix van Superman Is Back door dj Mark van Dale, waarvoor ook een videoclip werd gemaakt.
In september 2006 begon de band met een jubileumtoer vanwege het 30-jarig bestaan. Centraal stond het verzamelalbum Rock Now, Roll Later.

## The Secret of Success, heruitgave Ten Mistakes

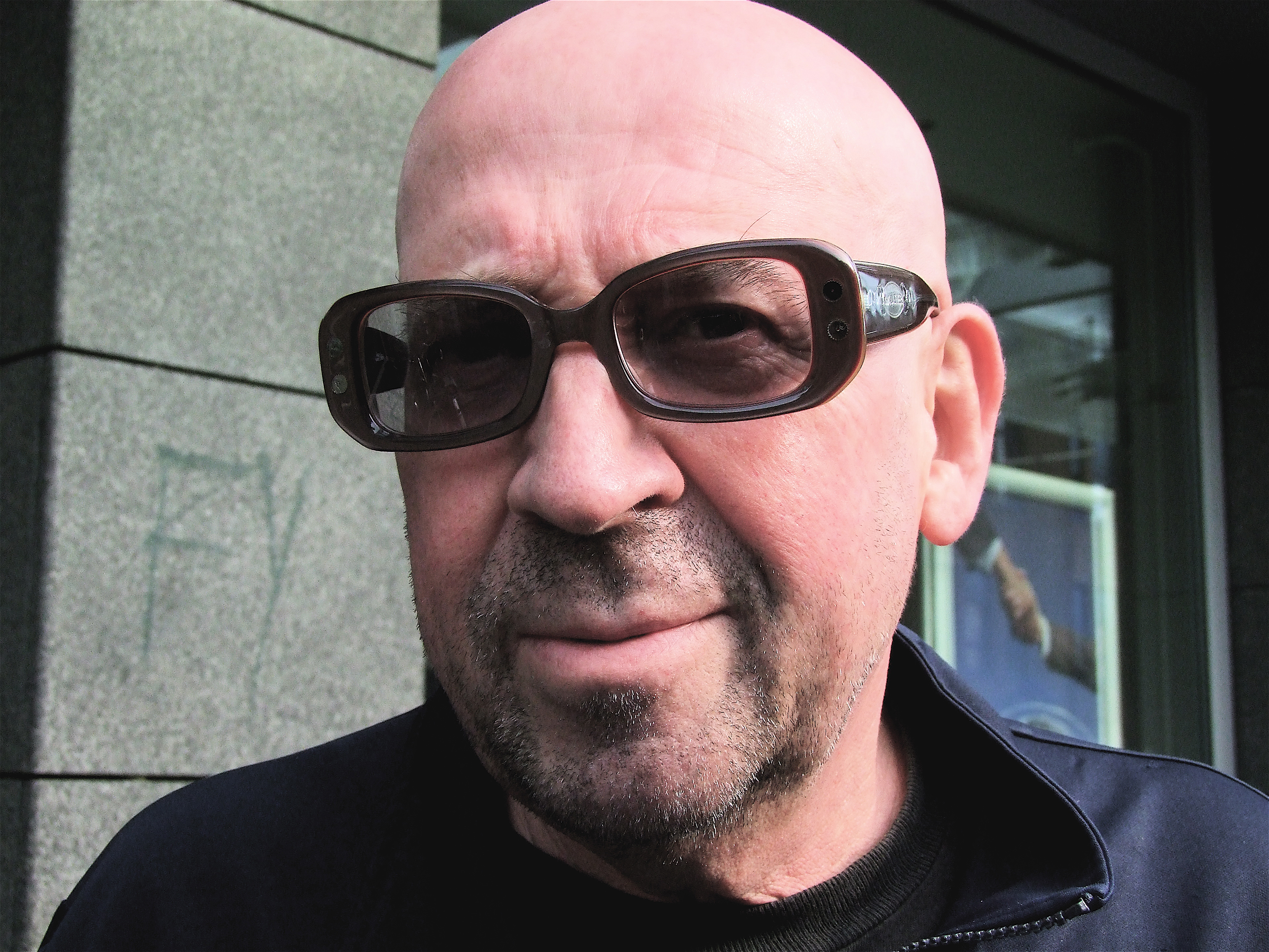
Hans Vandenburg in 2008

In 2011 verscheen het Gruppo Sportivo-album The Secret of Success en vierde de band haar 35-jarig bestaan met een theatertournee. Het album stond vol akoestische remakes van liedjes uit de gehele carrière van de band, waaronder Henri, Hey Girl, My Uncle Ben's Picture Book, One Way Love, Planet Mercury, Oh Oh en het nieuwe liedje Pop Eyes. Het album – waarop naast nieuwe bassist Joris Lutz ook Bertolf Lentink meespeelde – bracht de band weer terug in de charts. Tegelijkertijd verscheen het boek Hans Vandenburg en het geheim van het succes van Erik Bindervoets en Robert-Jan Henkes, dat ook uitvoerig verhaalde over de geschiedenis van Gruppo Sportivo.
Begin augustus 2012 werd bekendgemaakt dat Ten Mistakes, het eerste album van de groep, 35 jaar na verschijnen opnieuw zou worden uitgebracht als langspeelplaat. Inclusief Rock 'n Roll en vier nieuwe, niet eerder verschenen 'Mistakes': Music For Houses, Girls Can't Leave Me, Strange Brew en This Is a Normal Song. Tijdens de bijbehorende theatertournee werd het album integraal gespeeld. Het verscheen ook als download/stream.
Op 28 december 2013 gaf Gruppo Sportivo haar afscheidsconcert in poppodium Patronaat in Haarlem. In 2014 werd Gruppo Sportivo een 'studio only'-band.

## Bombita's XL, Dig It Yourself en Gruppo Sportivo
De zangeressen van de band, de Bombita's, gingen samen met bandleden Max Mollinger en Peter Calicher door als de Bombita's XL, met Jan van der Meij (bekend van Vitesse, Powerplay en Spigt) op gitaar. De band speelt liedjes van onder andere Gruppo Sportivo, Herman Brood en I've Got the Bullets.
Hans Vandenburg bracht in juni 2015 het soloalbum Dig It Yourself uit; een persoonlijke songcyclus die de levensloop van een relatie beschrijft. Op het album stonden onder andere de liedjes Gimme Your Love, de Nine Inch Nails-cover Various Methods of Escape (eveneens de eerste single en video van het album), Grow Grow Grow, en zijn eigen versie van Groovin', het nummer dat hij in de jaren tachtig schreef met en voor Herman Brood. Naast oud-Gruppo Sportivo- en Dierenpark-bassist Gert Jan Konink speelden leden van New Cool Collective mee. Het album verscheen op groen vinyl en als stream/download. Als bonus was het kinderalbum OK iPad bijgevoegd.
Na goede recensies in OOR, Het Parool en NRC (4 van de 5 sterren) en een korte akoestische tournee kwam Dig It Yourself op 19 augustus 2015 op nummer 8 binnen in de Nederlandse Vinyl Top 50. Later die maand kroonde Radio 2-dj Hans Schiffers het album tot 'Album van de Week'. Ondertussen trad Vandenburg solo op met liedjes van Gruppo Sportivo, Dierenpark en zijn soloalbums.
In 2016 kwam klassieker Back to 78 (met o.a. Tokyo, Hey Girl en Blah Blah Magazines) opnieuw op vinyl uit. Een jaar later verscheen Sucker of the Century – de ep met zeven nummers die Gruppo Sportivo in 1989 met onder anderen Robert Jan Stips opnam – voor het eerst op digitale platforms als Spotify en iTunes.

## The Golden Years Of Dutch Pop Music en album Great
In oktober 2017 postte Gruppo Sportivo foto's van de studio waar de band (met nieuwe bassist Tim Barning) werkte aan een nieuw album. Ondertussen verscheen het compilatiealbum The Golden Years of Dutch Pop Music - Gruppo Sportivo. Deze dubbel-cd bestaat uit A- en B-kanten van singles tussen 1976 (Out There in the Jungle) en 1991 (She Was Pretty). Het album kwam de Dutch Album Top 100 binnen op nummer 85.
Begin april 2018 verscheen de nieuwe single (This is a) Normal Song, de eerste van het nieuwe album Great. Het ging om een nieuwe versie van de song die als bonus-track op de re-release van Ten Mistakes stond. Spotify selecteerde de Normal Song direct voor de veelbeluisterde playlist New Alternative.
Twee weken later kwam het album Great uit. Edwin Hofman van Written in Music schreef: "Herkenbaar maar net even anders. Vanzelfsprekend pakkend en eigenwijs. Vol diversiteit en rijk aan detail". Naast (This is a) Normal Song werden Find the Summer, Cockroach, en de reeds in de jaren '80 geschreven Oh Caroline en Tub For Two als hoogtepunten genoemd.
Great kreeg lovende kritieken in onder andere Algemeen Dagblad, OOR, Musicmaker en Noordhollands Dagblad. Het album kwam op #46 binnen in de Nederlandse Album Top 100 en steeg vervolgens naar #39, de hoogste notering sinds Copy Copy in 1980.
Om de release van Great te vieren, verschenen ook de klassieke Gruppo-albums Back To 78, Copy Copy, Pop! Goes The Brain, Design Moderne en het Hans Vandenburg/Gruppo Sportivo-project Buddy Odor is a Gas! (onder de naam The Buddy Odor Stop) eindelijk digitaal op o.a. Spotify, Deezer en iTunes/Apple Music. In juni 2018 gevolgd door Sombrero Times, Young & Out en livealbum Sing Sing.
In juli kwam de tweede single van het Great-album uit: Cruisin' (single mix). Ook verschenen twee remixes van DJ Mark van Dale.
Begin augustus 2018 publiceerde Spotify haar officiële This is Gruppo Sportivo playlist, met 45 songs uit de periode 1977-2018. Van Beep Beep Love (Ten Mistakes) tot Cruisin' (Great). Op 17 november van hetzelfde jaar verscheen GREAT op vinyl, met een vernieuwde tracklisting, inclusief twee nieuwe songs: What Else Can I Do? en Moments Like This.

## What Else Can I Do, Vinylly en nieuwe singles
In februari 2019 kondigde de band een nieuwe serie optredens van de GREAT Tour aan, een nieuw verzamelalbum met de titel Vinylly (release: Record Store Day, 13 april), en een nieuwe single: What Else Can I Do?, dat eerder enkel op de vinyl-editie van Great te horen was (release: 5 april). Ook kwam voor het eerst in 13 jaar een nieuwe videoclip uit voor What Else Can I Do, de single die bij release direct door Spotify in o.a. de New Music Friday en New Alternative playlists werd geplaatst. Ook speelt de band in 2019 weer op Parkpop Saturday Night.
Tijdens de lockdown in 2020 wegens de coronapandemie nam de band ter ere van 40 jaar Parkpop enkel op smartphones het liedje Smartphonesong op, dat na aandringen van het publiek in juli een digitale release kreeg.
In juli 2020 bracht Hans Vandenburg bij leven het solo-album Posthumourly uit. Op de vraag waarom hij zijn postume album nu al uitbracht was zijn antwoord: "omdat ik er graag bij ben". Het album werd voorafgegaan door de single en video Mr. Smile. Edwin Hofman van Written in Music was lovend en vatte het album samen als "vakkundig, pakkend, gevat, amusant en gevarieerd". In de zomer deelde Vandenburg bij elke song een mini-video op zijn social media, die hij 'eyetunes' doopte. In september verschenen zij bij elkaar in één video als de Posthumourly albumtrailer. Die maand volgde de single When You Grow Old.
In december 2020 bracht de band de single en video Rudolph Het Rendier uit, een Nederlandstalige kerstversie van het The Buddy Odor Stop/Gruppo Sportivo liedje Cats Hiss uit 1979. Spotify nam de single op in haar populaire New Music Friday playlist.
In juni 2021 bracht Hans Vandenburg voor het eerst in 15 jaar een nieuw album van zijn Nederlandstalige band/duo Dierenpark uit. Op Riep Kwaad Neushoorn staat nieuw werk, niet eerder uitgebrachte soundtrack-muziek en B-kanten, waaronder Dan Moet Je Niet Bij Mij Zijn, SlipKrakBreek en Qees & Yan. Het album werd voorafgegaan door de single en video IJsbeer. Binnen twee maanden volgden de digitale release van zijn verjaardagsalbum Shake Hands With Vandenburg uit 1996 - met o.a. een uitvoering van Wings & Everything met het Residentie Orkest - en het nieuwe Shake Hands With Vandenburg Again waarop zijn werk met de Haagse all-star-band The Wishing Well en zijn projecten The Downloadables en De Bloedverdunners zijn te horen. De song Green Girl werd in Spotify's New Music Friday list opgenomen.
In december 2021 bracht Hans Vandenburg zijn 'volwassen kinderalbum' OK iPad uit op de streaming platforms, inclusief de nieuwe song De Slechtste Van De Klas, een vertaling van zijn Gruppo Sportivo-klassieker Bottom Of The Class, met zijn dochter India (12) op achtergrondzang. 3voor12 Den Haag noemde de muziek van Hans Vandenburg "dolkomisch, gortdroog en tegelijkertijd waarheidsgetrouw".

## The 2022-2023 Spotify Tour, Rock City & Let's Age On Stage
In juli 2021 kondigde de band de Spotify Tour 2022 aan. Tijdens de tour zou Gruppo Sportivo de 25 meest gestreamde songs op het platform in omgekeerde volgorde spelen. De tour ging op 18 maart 2022 in Almere van start.
In juli 2022 bracht Hans Vandenburg de single Run To The Sunshine uit, een cover van de hit van de Leo Unger Band uit 1974, de groep waarin Hans zelf speelde voordat hij Gruppo Sportivo begon. Hans vertelde: “Omdat ik vind dat er zo langzamerhand best wel eens wat meer aandacht voor m’n goede vriend en ouwe rot in het vak Leo Unger mag zijn, heb ik Leo’s grootste hit ‘Run To The Sunshine’ gecoverd en zingen wij die prachtige evergreen voor het eerst ook nog ‘s samen."
Ook deelde de band foto's uit de studio, met producer Robert Jan Stips. Samen werkten zij aan de single Rock City over "Popstad Nr.1 Den Haag". Op 9 september kwam de single uit, een ode aan muziekstad Den Haag, met bijbehorend videoclip gemaakt door Peter Calicher, de toetsenist van de band. De single was geïnspireerd op de documentaire Rock City: The Life We Live van Will Wissink, die een week later in première ging op Film By The Sea in Vlissingen. In de film worden vijf eigenzinnige muzikanten gevolgd, waaronder Gruppo Sportivo’s Hans Vandenburg.
Begin 2023 kondigde de band aan dat er wegens succes in 2023 onder de naam The Spotify Tour Refreshed nog een reeks optredens zullen volgen. Onder andere Luxor (Arnhem), P60 (Amstelveen) en De Muziekgieterij (Maastricht) staan op de tourlijst, samen met iconische zalen waar de band lang niet speelde, waaronder Het Paard in Den Haag en Paradiso, Amsterdam.
Op 8 maart 2023 bracht Gruppo Sportivo een nieuwe versie van de song Strange Brew uit op single om de start van de Spotify Tour Refreshed te vieren, samen met de Serious Remix van Rock City ter gelegenheid van de bioscoop-première van de documentaire Rock City: The Life We Live. “Onze songs worden nu vaak ontdekt via Spotify”, aldus zanger en songwriter Hans Vandenburg. “Ik ontdekte nieuwe muziek via de radio vroeger. Nu doe ik dat ook voornamelijk via Spotify. Juist daarom vinden we het leuk om de start van The Spotify 2023 Tour te vieren met een liedje over de radio. Een ode eigenlijk, want dat is Strange Brew”.
Tijdens de Spotify Tour Refreshed 2023 speelde saxofonist Wouter Kiers als "special guest". Locaties waar de band al lang niet meer had gespeeld - waaronder 't Paard in Den Haag, Paradiso in Amsterdam en Luxor Live in Arnhem - zaten vol als vanouds.
Op vrijdag 13 oktober, een week voor de afsluiting van The Spotify Tour Refreshed in een uitverkocht TivoliVredenburg in Utrecht, werd P.S. I Love You uitgebracht, met als tweede song Smartphone Surf, een instrumentale re-make van de lockdown single Smartphone Song. 3voor12 schreef over P.S. I Love You: "Het is een zwoele en makkelijk luisterbare track die zeker weer wat nieuwe fans zal opleveren. De popformule klopt hier zo goed, dat je na zo'n 3 minuten als spontaan begint mee te zingen. Ja, wij houden ook (nog steeds) van jullie."
Onder de noemer Let's Age On Stage startte Gruppo Sportivo op 2 maart 2024 een nieuwe tour door Nederland en België. De dag ervoor kwam een re-make van debuutsingle Out There In The Jungle uit als Out There In The Jungle (Again), met een bijdrage van rapper Master Surreal.
Op 1 april 2024 overleed toetsenist Peter Calicher na een kort ziekbed.
Op hun Facebook- en Instagram-pagina schreef de band: Na een kort ziekbed is in de ochtend van 1 april onze lieve vriend en toetsenman Peter ‘Superman’ Calicher overleden. Wat hebben we veel beleefd met elkaar. Gespeeld, gemaakt en heel veel gelachen. Jouw wens was om zo lang mogelijk door te spelen en wij zullen dat met jou in gedachten ook doen. Rust zacht, maatje, we zullen je nooit vergeten. 
Op vrijdag 5 april vierde de band het leven van Calicher in De Boerderij in Zoetermeer, waar eveneens de reeds geplande album-presentatie van het 6-track album Back To Nature plaatsvond, met de op dat moment 12-jarige nieuwe toetsenist Len de Quant, zoon van de vaste geluidsman Toon de Quant. Hij zat nog op de basisschool en middelbare school (VMBO) toen hij door zijn vader werd meegenomen naar shows van Gruppo Sportivo. In eerste instantie vervulde hij allerlei klusjes (roadie-achtige werkzaamheden), maar kreeg hij ook muziekles van Peter Calicher en leerde zichzelf de nummers van Gruppo Sportivo spelen. Toen Calicher ziek werd, kon hij af en toe invallen. Na de dood van Calicher probeerde de groep het eerst met een beroepsmuzikant omdat Len te jong leek, maar uiteindelijk bleek hij de beste vervanger voor Peter en werd het besluit genomen om met hem verder te gaan als nieuwe toetsenist.

## Documentaire Het Is Nu Te Laat Om te Stoppen
In juni 2024 werd de documentaire Gruppo Sportivo: Het Is Nu Te Laat Om Te Stoppen uitgezonden op NPO Extra, waarna deze ook te zien was NPO Start. De crew van AVROTROS volgde de band in 2023 tijdens de Spotify Tour Refreshed en in de studio om "het verleden, het heden en de bijzondere wegen van Gruppo Sportivo te verkennen." Ook verscheen de uur durende live special Gruppo Sportivo: That's Live op NPO Start.

## Back To Nature Tour 2025
Op 1 november 2024 kondigde de band Back To Nature 2025 aan en deelden hun plannen om semi-akoestische versies van nummers uit hun hele carrière uit te voeren. De aankondiging werd gevierd met de release van het nieuwe nummer ''Flowerbed''.
De tour startte op 4 april in Amstelveen. Op diezelfde dag kwam het mini-album Back To Nature Volume II uit, waarop o.a. "Fellow Travelers", "Girls Can't Leave Me" en de single "Bad Luck" staan.

## Gebruik van de muziek door anderen
- Hey Girl (1978) is in de uitvoering van acteur Chris Zegers te horen in de film Liever verliefd uit 2003.
- Het Japanse 'meidenduo' Puffy AmiYumi heeft in 2006 een nieuwe versie opgenomen van het nummer Tokyo (1978).
- Mission à Paris (1977) is te horen in de film Tussen 10 en 12, die in 2014 is uitgekomen.
- Hey Girl (1978) is in de originele uitvoering gebruikt in de televisieserie Het A-woord, waarin hoofdpersoon Sam muziek gebruikt om te ontsnappen aan de drukte om hem heen.
- P.S. 78 (1978) is te horen in de Belgische serie 1985, over de Bende van Nijvel (2023)

## Discografie

### Albums
| Album met eventuele hitnotering(en) in de Nederlandse Album Top 100 | Datum van verschijnen | Datum van binnenkomst | Hoogste positie | Aantal weken | Opmerkingen                         |
| ------------------------------------------------------------------- | --------------------- | --------------------- | --------------- | ------------ | ----------------------------------- |
| 10 Mistakes                                                         | 1977                  | 22-04-1978            | 27              | 21           |                                     |
| Back to 78                                                          | 1978                  | 04-11-1978            | 3               | 27           |                                     |
| Rare tracks                                                         | 1979                  | -                     |                 |              |                                     |
| Buddy Odor is a gas!                                                | 1979                  | 01-12-1979            | 43              | 4            | onder de naam 'The Buddy Odor Stop' |
| Copy Copy                                                           | 1980                  | 05-07-1980            | 34              | 5            |                                     |
| Pop! Goes the brain                                                 | 1981                  | -                     |                 |              |                                     |
| Design moderne                                                      | 1982                  | -                     |                 |              |                                     |
| Greatest hats                                                       | 1984                  | -                     |                 |              | Compilatiealbum                     |
| Sombrero times                                                      | 1984                  | -                     |                 |              |                                     |
| Back to 19 mistakes                                                 | 1987                  | -                     |                 |              | Compilatiealbum                     |
| Sucker of the century                                               | 1989                  | -                     |                 |              | Mini-album                          |
| Young and out                                                       | 1992                  | -                     |                 |              | Dubbelalbum/2CD                     |
| Sing sing                                                           | 1994                  | -                     |                 |              | Livealbum                           |
| Married with singles                                                | 2000                  | -                     |                 |              | Compilatiealbum                     |
| Topless 16                                                          | 2004                  | -                     |                 |              | met Dvd Career movies               |
| Rock now roll later                                                 | 2006                  | -                     |                 |              | Compilatiealbum                     |
| The secret of success                                               | 04-03-2011            | 19-03-2011            | 43              | 3            |                                     |
| The Golden Years of Dutch Pop Music - Gruppo Sportivo               | 10-11-2017            | 17-11-2017            | 85              | 1            | Compilatiealbum                     |
| Great                                                               | 20-04-2018            | 26-04-2018            | 39              | 2            |                                     |
| Vinylly                                                             | 2019                  | -                     |                 |              | Compilatiealbum                     |
| Back To Nature                                                      | 2024                  | -                     |                 |              | Mini-album                          |

### Singles
| Single met eventuele hitnotering(en) in de Nederlandse Top 40 | Datum van verschijnen | Datum van binnenkomst | Hoogste positie | Aantal weken | Opmerkingen                                  |
| ------------------------------------------------------------- | --------------------- | --------------------- | --------------- | ------------ | -------------------------------------------- |
| Out there in the jungle                                       | 1976                  | 13-11-1976            | tip20           | -            |                                              |
| Hoola fever                                                   | 1977                  | -                     |                 |              |                                              |
| Beep Beep Love                                                | 1977                  | -                     |                 |              |                                              |
| Rock 'n roll                                                  | 1978                  | 01-04-1978            | 27              | 5            | nr. 16 in de Single Top 100                  |
| Hey girl                                                      | 1978                  | 23-12-1978            | 19              | 6            | nr. 13 in de Single Top 100                  |
| Disco really made it                                          | 1978                  | 03-03-1979            | 11              | 7            | nr. 10 in de Single Top 100                  |
| Sleeping bag                                                  | 1979                  | 02-06-1979            | tip6            | -            | nr. 43 in de Single Top 100                  |
| Up to date                                                    | 1980                  | -                     |                 |              |                                              |
| My old cortina                                                | 1980                  | -                     |                 |              |                                              |
| Holland now                                                   | 1981                  | -                     |                 |              |                                              |
| Rhytmisaconstantbeat                                          | 1981                  | -                     |                 |              |                                              |
| Very nice                                                     | 1981                  | -                     |                 |              |                                              |
| Happily unemployed                                            | 1982                  | -                     |                 |              |                                              |
| Two tickets to Rio                                            | 1984                  | -                     |                 |              |                                              |
| Radar                                                         | 1985                  | -                     |                 |              |                                              |
| Mexican radio                                                 | 1988                  | -                     |                 |              |                                              |
| Blue moon                                                     | 1989                  | -                     |                 |              |                                              |
| Sucker of the century                                         | 1989                  | -                     |                 |              |                                              |
| She said                                                      | 1989                  | -                     |                 |              |                                              |
| She was pretty                                                | 1991                  | -                     |                 |              |                                              |
| Only feeling fine when it’s Christmas time                    | 1992                  | -                     |                 |              |                                              |
| Repeatlemania                                                 | 1992                  | -                     |                 |              |                                              |
| Beep² love Live!                                              | 1994                  | -                     |                 |              |                                              |
| Mission à Paris (Live)                                        | 1994                  | -                     |                 |              |                                              |
| I don’t think so/Click here                                   | 2000                  | -                     |                 |              |                                              |
| Superman is back                                              | 2004                  | -                     |                 |              |                                              |
| Ray Of Light                                                  | 2004                  | -                     |                 |              |                                              |
| Girls Can't Leave Me                                          | 2012                  | -                     |                 |              |                                              |
| (This is a) Normal Song                                       | 2018                  | -                     |                 |              |                                              |
| Cruisin'                                                      | 2018                  | -                     |                 |              |                                              |
| What Else Can I Do                                            | 2019                  | -                     |                 |              |                                              |
| Rudolph Het Rendier                                           | 2020                  | -                     |                 |              |                                              |
| Rock City                                                     | 2022                  | -                     |                 |              | Song bij de film Rock City: The Life We Live |
| Strange Brew/Rock City (Serious Remix)                        | 2023                  | -                     |                 |              |                                              |
| P.S. I Love You                                               | 2023                  | -                     |                 |              |                                              |
| Out There In The Jungle (Again)                               | 2024                  | -                     |                 |              | Feat. Master Surreal                         |

### NPO Radio 2 Top 2000
| Nummer met noteringen in de NPO Radio 2 Top 2000 | '99  | '00 | '01  | '02  | '03-'04 | '05  | '06  | '07-'08 | '09  | '10  | '11 | '12  |
| ------------------------------------------------ | ---- | --- | ---- | ---- | ------- | ---- | ---- | ------- | ---- | ---- | --- | ---- |
| Beep Beep Love                                   | 1148 | -   | 1287 | 1377 | -       | 1861 | 1734 | -       | 1724 | 1865 | -   | 1968 |

1. ↑  Een '-' betekent dat het nummer niet was genoteerd en een vetgedrukt getal geeft de hoogste notering aan.
2. ↑  Deze tabel is bijgewerkt tot en met de meest recente editie (2024).

### Hans Vandenburg
- Buddy Odor is a Gas - Pye (1979)
- Hans Vandenburg's Commercial Break - VAN Records (1994)
- Shake Hands With Vandenburg - VAN Records (1996)
- Ouwe Hans Dierenpark - Uit Het Leven Gegrepen - VAN Records (1998)
- Dierenpark - Sliptong - Suburban (2002)
- Dierenpark - Tot Ziens, Bedankt, Het Beste Van Dierenpark Live! - My First Step Records (2006)
- Dig It Yourself - My First Step Records (2015, nr. 8 in NL Vinyl Top 50)
- Posthumourly - Suburban/My First Step Records (2020)
- Dierenpark - Riep Kwaad Neushorn (digital only) - My First Step Records (2021)
- Shake Hands With Vandenburg Again (digital only) - My First Step Records (2021)
- OK iPad - My First Step Records (2021)

## Publicaties
- Erik Bindervoets & Robert-Jan Henkes: Hans Vandenburg en het geheim van het succes. Amsterdam, Nijgh & Van Ditmar, 2011. ISBN 9789038893457